# Criocirurgia

## Criocirurgia - Introdução
O termo criocirurgia tornou-se de uso comum durante os anos sessenta, vários outros nomes foram empregados para sua designação: criocauterização, criocongelamento, crioterapia, terapia criogênica e cirurgia criogênica.
Criocirurgia (chamada de forma errônea como crioterapia) é um método terapêutico que usa substâncias resfriantes, principalmente o nitrogênio líquido. Com mais de 100 anos de experiência a criocirurgia continua tendo grande valor no tratamento de diversas doenças dermatológicas benignas e malignas.
Na nomenclatura mais atualizada, designa-se por CRIOTERAPIA a utilização de baixas temperaturas para fins analgésicos, anti-inflamatórios ou rubefacientes sem provocar destruição tecidual e, designa-se por CRIOCIRURGIA, o efeito de baixas temperaturas onde há destruição de tecidos, com finalidade terapêutica.

## História da Criobiologia
A história da Criobiologia remonta à antiguidade, 2500 a.c. as baixas temperaturas eram usadas no Egito na medicina. 
O uso do frio foi recomendado por Hipócrates para estancar hemorragias e tratar edemas. 
Com o início da ciência moderna, Robert Boyle estudou os efeitos das baixas temperaturas em animais.
Em 1949 foi pela primeira vez criopreservado semen de touro por uma equipe de cientistas liderado por Christopher Polge (1926-2006).[3] Este fato levou a um uso amplificado da criopreservação, sendo hoje, vários tipos de orgãos, tecidos e células frequentemente armazenados a baixas temperaturas. Orgãos como corações são normalmente armazenados e transportados, por curtos períodos de tempo, a baixas temperaturas para transplante. Semen,sangue e secções finas de tecidos podem, em alguns casos, ser armazenados, quase indefenidamente(Criopreservação). Semen humano, oócito e embriões são rotineiramente armazenados em centros de investigação e tratamento de infertilidade. No princípio da década de 2000 nasceu o primeiro bebê resultante da fertilização de um oócito criopreservado por um espermatozóide criopreservado.
A Criocirurgia foi utilizada pela primeira vez por James Arnott em 1845 numa operação de um paciente com cancro.

## Mecanismo de Ação
Quanto ao mecanismo criobiológico, observamos em função do congelamento rápido a formação de cristais de gelo intracelulares e, em função do congelamento lento a formação de cristais de gelo extracelulares. O desequilíbrio osmótico daí resultante ocasionará a destruição celular pretendida. O dano tecidual almejado é incrementado também pelo descongelamento lento, pela estase vascular e pela reação inflamatória subseqüentes ao processo.
O dano tecidual causado pela criocirurgia decorre da rápida perda de calor tecidual com cristalização intra e extracelular, com conseqüente destruição tecidual e posterior processo inflamatório.  A estase e oclusão vascular complementam o mecanismo da criocirurgia.

## Àreas de utilização na Medicina
A criocirurgia está a ganhar cada vez mais espaço em diversas àreas da medicina. Hoje é utilizada em doenças da próstata, pâncreas, fígado, rins, pulmões, ossos, pele, ouvidos, coração, neurológicas, oftalmológicas e ginecológicas.

## International Society of Cryosurgery
International Society of Cryosurgery